# Svetli (Krasnodar)
|  | Per a altres significats, vegeu «Svetli». |

Svetli - Светлый (rus) és un possiólok del krai de Krasnodar, a Rússia. Es troba a la vall del riu Urup, afluent del Kuban, a 9 km al nord d'Otràdnaia i a 211 km al sud-est de Krasnodar. Pertany al poble de Blagodàrnoie.